# René Cardona Jr.
René Cardona Jr. (Ciutat de Mèxic, 11 de maig de 1939 - Íbidem, 5 de febrer de 2003) va ser un actor i director de cinema mexicà, fill del reconegut director René Cardona i pare de René Cardona III.

## Biografia
Cardona Jr. va començar actuant en les pel·lícules de René Cardona i després es va fer càrrec de l'ofici del seu pare a mitjan dècada de 1960, dirigint, escrivint i produint més de cent pel·lícules al llarg dels anys. Va gaudir d'una certa notorietat i èxit particularment a la fi de la dècada de 1970 com a resultat de la seva pel·lícula inspirada en Tauró (1975), Tintorera (1977), que es va convertir en un clàssic de culte.
Va aprofitar l'esperit de cooperació entre les indústries cinematogràfica mexicana, espanyola i italiana que prevalia a fins de la dècada de 1970 i va poder fer una gran quantitat de pel·lícules d'explotació de gran pressupost amb actors i equips professionals internacionals. També va aconseguir contractar diversos actors estatunidencs alguna vegada populars durant aquest període, com Joseph Cotten, John Huston, Gene Barry, Stuart Whitman, John Ireland, Anjanette Comer, Arthur Kennedy i Lionel Stander per a ajudar a impulsar la venda d'entrades internacionals.
Aquest breu període d'èxit internacional va decaure a mitjan dècada de 1980, i va tornar a les "pel·lícules B" mexicanes en castellà durant les següents dècades fins a la seva mort. Sovint treballava amb l'actor mexicà Hugo Stiglitz, qui breument va gaudir d'una certa fama internacional mentre era habitual en les pel·lícules de Cardona Jr.

## Filmografia
- 1964: El Raspado
- 1964: Un Ángel de mal genio
- 1965: Yo, el gobernador
- 1965: El Detective genial
- 1965: Adorada enemiga
- 1966: La Cómplice
- 1966: Juan Pistolas
- 1966: Fuego en la sangre
- 1966: Operación 67
- 1966: El tesoro de Moctezuma
- 1967: Las Hijas de Elena
- 1967: Peligro...! Mujeres en acción
- 1967: SOS Conspiracion Bikini
- 1967: Dos pintores pintorescos
- 1967: Un Par de roba chicos
- 1968: El Día de la boda
- 1969: El Matrimonio es como el demonio
- 1969: Las Fieras
- 1969: 24 horas de placer
- 1969: El Mundo de los aviones
- 1969: Modisto de señoras
- 1969: El Ojo de vidrio
- 1970: Vuelve el ojo de vidrio
- 1970: Como enfriar a mi marido
- 1970: El Despertar del lobo
- 1970: Click, fotógrafo de modelos
- 1970: Fray Don Juan
- 1970: El cuerpazo del delito
- 1970: La Hermana Trinquete
- 1970: La Mujer de oro
- 1971: Departamento de soltero
- 1971: Espérame en Siberia, vida mía
- 1971: Caín, Abel y el otro
- 1971: Bang bang... al hoyo
- 1971: OK Cleopatra
- 1972: ¡Cómo hay gente sinvergüenza!
- 1972: La Noche de los mil gatos
- 1972: La Martina
- 1972: Vanessa
- 1972: Un Pirata de doce años
- 1973: Peluquero de señoras
- 1973: Masajista de señoras
- 1973: La Tigresa
- 1973: La Isla encantada
- 1974: Las Viboras cambian de piel
- 1974: La Disputa
- 1975: El Valle de los miserables
- 1976: Viaje fantástico en globo
- 1976: El Rey de los gorilas
- 1977: Tintorera
- 1978: The Bermuda Triangle
- 1978: Cyclone
- 1979: Carlos el terrorista
- 1979: Una Noche embarazosa
- 1979: Guyana: Crime of the Century
- 1980: Traficantes de pánico'
- 1982: Huevos rancheros
- 1983: Chile picante
- 1983: Buenas y con movidas
- 1984: Estos locos, locos estudiantes
- 1984: Cuernos picantes
- 1984: Adiós Lagunilla, adiós
- 1984: Escuela de placer
- 1984: Siempre en domingo
- 1985: Fiebre de amor
- 1985: La Casa que arde de noche
- 1985: The Treasure of the Amazon
- 1986: La Mafia tiembla
- 1987: Escápate conmigo
- 1987: El Ataque de los pájaros
- 1988: Los Placeres ocultos
- 1988: Pero sigo siendo el rey
- 1988: Sabor a mí
- 1988 La Risa en vacaciones
- 1989: Placeres divertidos
- 1989: La Mafia tiembla II
- 1990: La Risa en vacaciones 2 (TV)
- 1990: Goza conmigo
- 1990: Furia asesina
- 1990: Deliciosa sinvergüenza
- 1991: Verano peligroso
- 1992: La Risa en vacaciones 3 (TV)
- 1993: Me muero de la risa
- 1993: Dónde quedó la bolita
- 1994: La Risa en vacaciones 4 (TV)
- 1994: La Risa en vacaciones 5 (TV)
- 1995: Revancha de mujer
- 1995: La Risa en vacaciones 6 (TV)
- 1996: La Super risa en vacaciones 8
- 1999: Siete millones
- 2000: Secretarias privadísimas (TV)
- 2000: Que bonita familia: Papá 2000
- 2000: Cuando calienta el sol